# Квинсклифф (Новый Южный Уэльс)
Квинсклифф (англ. Queenscliff) — пригород Сиднея в Новом Южном Уэльсе на юго-западе Австралии. Квинсклифф расположен в 16 км к северо-востоку от Центрального делового района Сиднея. Пригород является частью Северных побережий.

## История
Квинсклифф был назван в честь королевы Виктории. Этот район был популярен среди отдыхающих с начала 1900-х годов до Первой мировой войны, которые оставались в праздничных хижинах на мысе.
Квинсклифф известен среди австралийских сёрферов благодаря большим волнам. Когда Дэйв Джекман осмелился оседлать одну из таких волн, он положил начало сёрфингу на больших волнах в Австралии.

## Население и демография
По переписи 2016 года, в Квинсклиффе жило 3376 человек Из них 57 % были рождены в Австралии. Большинство иностранцев, проживающих здесь, из Великобритании (9,5 %) и Новой Зеландии (4 %). 80 % населения города общаются дома на английском. 
Большинство жителей поселения — атеисты (43,8 %). В пригороде также живут католики (22,6 %) и англиканцы (13 %).

## География
Пляж Квинсклиффа расположен в северной части длинного пляжа в Мэнли, который включает в себя пляж Норт-Стейн и пляж Мэнли.
Лагуна Мэнли изначально называлась лагуной Курл-Курл. Аборигены Австралии называли «Курл-Курл» территории пригородов Мэнли-Вейл и Квинсклиффа.